# Staphyliniformia
Infra-ordre
Les Staphyliniformia forment un infra-ordre de coléoptères qui comprend trois super-familles :
- Histeroidea Gyllenhal, 1808
- Hydrophiloidea Latreille, 1802
- Staphylinoidea Latreille, 1802